# Баниз
Баниз (фр. Banize) насеље је и општина у централној Француској у региону Лимузен, у департману Крез која припада префектури Обисон.
По подацима из 2011. године у општини је живело 170 становника, а густина насељености је износила 11,15 становника/km². Општина се простире на површини од 15,24 km². Налази се на средњој надморској висини од 540 метара (максималној 653 m, а минималној 471 m).

## Демографија
| 1962. | 1968. | 1975. | 1982. | 1990. | 1999. | 2011. |
| ----- | ----- | ----- | ----- | ----- | ----- | ----- |
| 160   | 225   | 172   | 174   | 149   | 134   | 170   |

График промене броја становника у току последњих година